# Geschiedenis van China
De geschiedenis van China geeft een overzicht van de historische ontwikkeling van China. China bezit een van de oudste beschavingen ter wereld, met een ononderbroken ontwikkeling van prehistorie tot heden. Zelf spreken de Chinezen graag van '5000 jaar geschiedenis en 7000 jaar cultuur' (wuqian nian de lishi, qiqian nian de wenhua, 五千年的歷史，七千年的文化), waarbij zij hun geschiedenis traditioneel laten beginnen met de Gele Keizer en hun cultuur met Fuxi of met Youchao. De oudste geschreven Chinese historische bronnen, de orakelbotten dateren uit de 13e eeuw v.Chr.

## Historiografie

De territoriale ontwikkeling van het Chinese Keizerrijk onder de verschillende dynastieën.

### Chinese historiografie

#### Traditionele Chinese historiografie

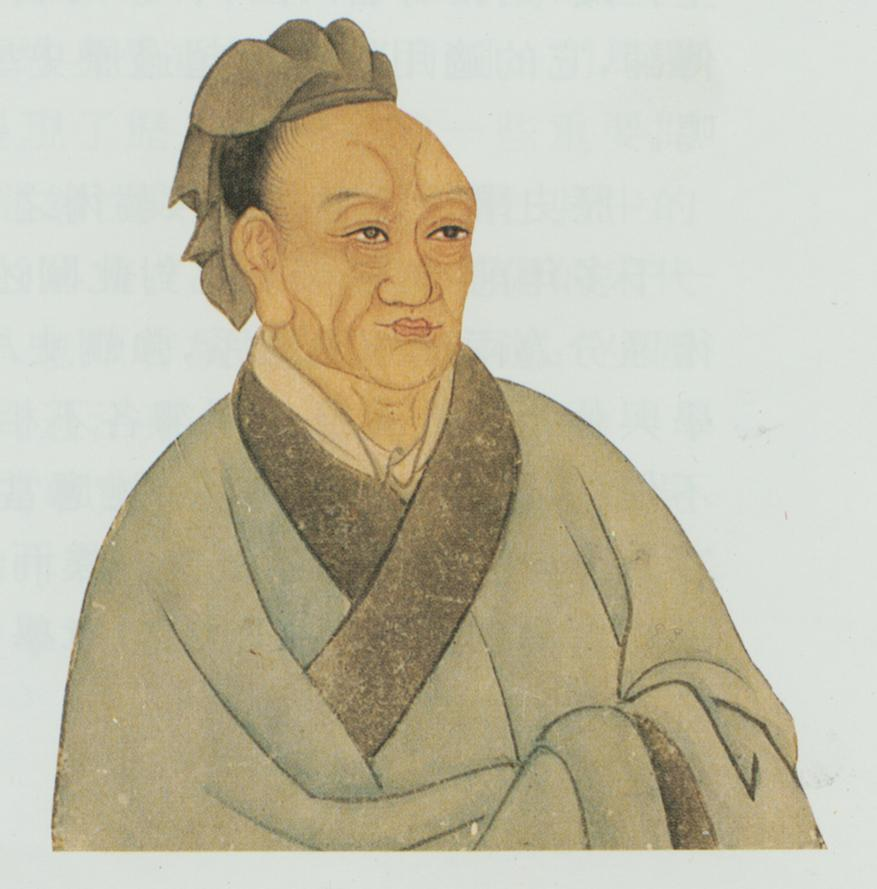
Sima Qian

De oudste geschreven Chinese historische bronnen dateren van de 13e eeuw v.Chr. Het zijn inscripties op orakelbotten en koperen vaten. Vanaf de oostelijke Zhou-tijd werden gebeurtenissen aan het hof, genealogische lijsten en rituele gezangen opgeschreven. De gebeurtenissen aan het hof werden in strikt annalistische vorm genoteerd. Deze oudste teksten zijn later gecodificeerd als Boek der Documenten, Boek der Liederen en de Lente- en herfstannalen van de staat Lu.
De Shiji, de 'Optekeningen van de hofhistoriograaf', is het eerste Chinese boek dat de gehele Chinese geschiedenis behandelt, vanaf de mythische heerschappij van de Gele Keizer (Huangdi) tot en met de eerste eeuw van de Han-dynastie. Het werk is begonnen door Sima Tan en rond 90 v.Chr. voltooid door zijn zoon Sima Qian. Hij maakte gebruik van schriftelijke bronnen (waaronder de Confucianistische Klassieken) en de keizerlijke archieven van de Han en Qin, maar ook van mondelinge overleveringen. Door zijn opzet heeft de Shiji tot aan het eind van de 19e eeuw gegolden als model voor alle sindsdien geschreven officiële dynastieke standaardgeschiedenissen. Elke dynastie legde zichzelf de verplichting op een geschiedenis van de voorafgaande dynastie te schrijven. Vanaf de Tang-dynastie was dit een staatsaangelegenheid. De samenstelling gebeurde door hofambtenaren die gebruik maakten van de officiële keizerlijke archieven, zoals de Dagboeken van activiteit en rust en de Ware optekeningen. Belangrijk doel was het legitimeren van de machtsovername door de nieuwe dynastie. Deze geschiedenissen staan sinds de Qing-dynastie bekend als de Vierentwintig Geschiedenissen. Kenmerkend is hun eenvormige, ambtelijke schrijfstijl, omdat de gebruikte documenten letterlijk werden geciteerd of werden geprafaseerd tot stereotiepe uitdrukkingen. Verder valt hun rijkdom aan details en hun nadruk op personen op. Daarbij ging het bij die personen uitsluitend om hun handelen binnen hun maatschappelijke rol en hun openbare leven en niet om privézaken. Verder werd slechts geschreven over kwesties die binnen de belangstelling van de politieke elite lagen. De val van de vorige dynastie werd steeds verweten aan de laatste keizer. Zijn regering werd daarom altijd als slecht beoordeeld, vaak slechter dan historisch kan worden gerechtvaardigd (zoals bij de laatste Ming-keizers).

#### Moderne Chinese historiografie
Na de val van het keizerrijk in 1912 probeerden Chinese historici westerse methoden op de geschiedschrijving toe te passen. Dit liep uit op een richtingenstrijd over de historische authenticiteit van de oudste Chinese bronnen. De op de tradities gerichte School van het Geloof in de Oudheid (xingupai 信古派) stond tegenover een School van de Twijfel aan de Oudheid (yigupai 疑古派), gevormd rond de Chinese historicus Gu Jiegang (1893-1980) en de zevendelige Gushi bian. Hierin werd het traditionele beeld van de oudste Chinese geschiedenis, de periode van de Drie Verhevenen en de Vijf Oerkeizers verworpen.
De sinds 1949 in de Volksrepubliek officieel geldende marxistische geschiedsopvatting gaat uit van een wetmatig, lineair verloop van de wereldgeschiedenis. De maatschappelijke ontwikkelingslijn loopt van een periode van oercommunisme, via een slavenhoudersperiode, een feodaal tijdvak en een kapitalistische periode naar een socialistisch tijdvak. Die laatste periode zou ten slotte moeten uitmonden in de periode van het wereldcommunisme. Dit schema leidde onder Chinese historici tot veel discussie over de positie van de Chinese geschiedenis binnen het geheel van de wereldgeschiedenis, maar vooral over periodebegrenzingen van de verschillende fasen. Dit geldt met name voor het einde van de slavenhoudersmaatschappij en een mogelijke onderverdeling van het meer dan 2500 jaar lange feodale tijdperk. De verklaring voor de overgang van feodalisme naar kapitalisme via een semi-koloniaal tijdvak is een Chinese verbijzondering van de marxistische theorie. Sinds het einde van de Culturele Revolutie wordt de marxistische ontwikkelingslijn minder zichtbaar toegepast, maar is nog steeds aanwezig in de vorm van het kenmerkende jargon. Verder blijft men in de Volksrepubliek (en ook op Taiwan) uitgaan van de traditionele onderverdeling in dynastieën, met de nadruk op de periodes van eenheid en ziet men de republiek als de logische voortzetting van dat keizerlijke eenheidsrijk.
De enorme omvang van de Chinese historische bronnen, de wijze waarop ze zijn samengesteld en de precisie waarmee ze zijn overgeleverd houdt het gevaar in van een sinocentristische kijk op de geschiedenis. De beïnvloeding van de Chinese geschiedenis en cultuur door andere volkeren, staten en culturen wordt niet meer opgemerkt. De Chinese geschiedenis wordt als een geïsoleerde opeenvolging van ontwikkelingen gebracht. Deze tendens wordt nog versterkt door nationalistische motieven, waardoor een interpretatie van de bronnen (en daarmee van de geschiedenis) tot stand kan komen die sterk, of zelfs primair ideologisch is bepaald.

### Westerse historiografie over China
De eerste berichten over China waren reisverslagen zoals die van Marco Polo (hoewel het waarheidsgehalte van zijn verslag wordt betwist). Het reisverslag van de Spaanse monnik Martín de Rada, die in 1575 Fujian bezocht, was het eerste verslag dat een overzicht van de Chinese geschiedenis bevatte.

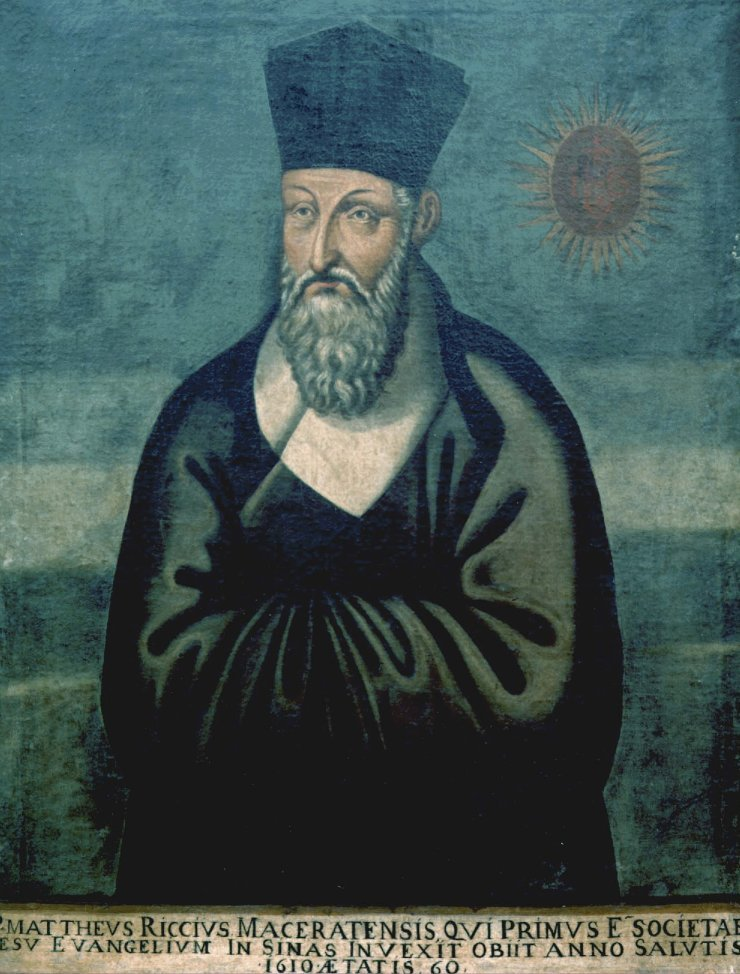
Matteo Ricci

Gedurende de 17e eeuw trok een groot aantal jezuïeten als missionarissen naar China. De bekendste was Matteo Ricci die er tussen 1583 en 1610 verbleef. Hij beschouwde de Chinese riten als uitingen van respect en verering en zag ze daarom niet als zijnde in strijd met het christendom. De jezuïeten benadrukten in hun werken dan ook sterk de Chinese ideeën over God, geloof en moraal. Uit hun geschriften kwam een ideaalbeeld van China tevoorschijn, waarin het confucianisme vanaf het begin leek te zijn verankerd in een verder onveranderlijke maatschappij. Dit beeld heeft de Europese historiografie over China in belangrijke mate bepaald, zeker toen onder invloed van de Verlichting vanaf het begin van de 19e eeuw het idee van vooruitgang in de Europese historiografie steeds meer nadruk kreeg. Volgens de toenmalige Europese historici had de Europese ontwikkeling als doel een steeds verdere vooruitgang. Dat doel werd bereikt via een weg die, historisch gezien, onomkeerbaar was en geen herhalingen kende. In de Chinese geschiedenis constateerde men echter voortdurende herhalingen. China werd daarom beschouwd als een land zonder vooruitgang, als een versteend fossiel. Dit beeld bleef tot in de eerste helft van de 20e eeuw bestaan. Slechts een beperkt aantal sinologen analyseerde de Chinese geschiedenis vanuit de eigen bronnen. Een eerste voorbeeld hiervan is de Duitse sinoloog Otto Franke (1863-1946).
De opkomst van Japan en de radicale veranderingen in het China van de eerste helft van de 20e eeuw waren gebeurtenissen die tot een ruimere wetenschappelijke belangstelling voor de Chinese geschiedenis hebben geleid. Historici als Oswald Spengler, Arnold Toynbee en sociologen als Max Weber gebruikten gebeurtenissen uit de Chinese geschiedenis om hun eigen theorieën te onderbouwen. Bijkomend effect was wel dat de Chinese geschiedenis zo onder een groter publiek bekend raakte. Pas sinds de Tweede Wereldoorlog en de opkomst van China als wereldmacht is er een werkelijk brede belangstelling voor de Chinese geschiedenis. Chinese historische bronnen worden vertaald in westerse talen en vaak tot in detail bestudeerd door westerse historici, sociologen, etnologen, politieke wetenschappers en economen. Wel bestaat het gevaar dat deze studies, al dan niet impliciet, dienen ter bevestiging van eigen, in westerse wetenschappelijke tradities verankerde leerstellingen. Zij kunnen zo leiden tot het door Edward Said (1935-2003) beschreven Oriëntalisme. Van de andere kant kan een kritiekloos gebruik van de enorme hoeveelheid Chinese bronnen leiden tot een sinocentristische wij (cultuur)-tegenover-zij (barbaren)-kijk op de geschiedenis of tot een nationalistische interpretatie van het verloop van de geschiedenis met de binnen de huidige grenzen gelegen eenheidsstaat als (onvermijdelijk) einddoel.

## Periodisering

### Traditionele Chinese periodisering: dynastieke cycli en het Hemels Mandaat
De traditionele Chinese geschiedschrijving kende geen lineaire (doorlopende) chronologie. De kalender werd per dynastie opnieuw vastgesteld, om zo aan te geven dat de nieuwe dynastie de rechtmatige opvolger van de voorafgaande dynastie was. Jaren werden geteld per regeerperiode, waarbij steeds werd begonnen met het jaar volgend op het jaar waarin de voorganger stierf of werd afgezet. Elke regeerperiode (of deelperiode) kreeg een eigen "jaartitel" (nianhao). Dit was een regeermotto met een positieve betekenis. Dit en de annalistische vorm van de Chinese geschiedschrijving bevorderden de periodisering en het historisch denken in dynastieën.
De historische ontwikkeling van de dynastieën werd in de traditionele Chinese geschiedschrijving beschreven volgens een vast patroon, een steeds terugkerende dynastieke cyclus. De eerste keizer verkreeg wegens zijn deugdzaamheid het Hemels Mandaat, de instemming van de Hemel. Zijn opvolgers bezaten steeds minder kwaliteiten en uiteindelijk werd de laatste keizer als gevolg van wanbestuur afgezet. Hij verloor het Hemels Mandaat aan de eerste keizer van de nieuwe dynastie, die daarmee de nieuwe Zoon des Hemels (天子, Tianzi) werd. Deze ontwikkelingsgang is voor het eerst beschreven onder de Zhou-dynastie. Zij hebben daarmee hun overwinning op de Shang-dynastie willen rechtvaardigen. De doctrine van het Hemels mandaat als rechtvaardiging voor een opstand tegen de bestaande regering is door elke volgende dynastie overgenomen. Deze legitimatie vond zijn neerslag in officiële dynastieke standaardgeschiedenissen, waarbij elke dynastie zichzelf verplichtte een geschiedenis van de voorafgaande dynastie samen te stellen.
In de traditionele Chinese historiografie speelden de Confucianistische idealen van eenheid en continuïteit een grote rol. Het gelijktijdig bestaan van dynastieën was binnen deze gedachtegang onmogelijk. Heersers of dynastieën die in de oudheid feitelijk naast elkaar voorkwamen, werden achteraf in de geschiedschrijving na elkaar geplaatst (Xia-, Shang- en Zhou-dynastie). Bij latere gelijktijdig voorkomende heersershuizen werd door de nieuwe dynastie steeds een van de voorafgaande dynastieën als legitieme opvolger aangewezen, zodat die het Hemels mandaat rechtmatig kon doorgeven aan de nieuwe dynastie. Dit gold voor de traditionele periodes van verdeeldheid: de periode van de Drie Koninkrijken (220-280), die van de Zuidelijke en Noordelijke Dynastieën (420-589) en die van de Vijf Dynastieën en Tien Koninkrijken (907-960). Dit ideaal van eenheid en continuïteit en de nadruk op legitimatie is tot op heden terug te vinden in zowel de politiek als de geschiedschrijving van de Chinese volksrepubliek. Zo wilde men met Xia Shang Zhou Chronologie Project, een in 1996 door de regering van de Volksrepubliek ingestelde multidisciplinaire commissie, de traditionele opvatting dat de Xia-, Shang- en Zhoudynastie na elkaar kwamen tot norm verheffen. Het ideaal van eenheid zou op die manier vanaf de Chinese oergeschiedenis aanwezig zijn geweest.

### Periodisering door westerse historici
De dynastieke onderverdeling is ook in het Westen de meest gebruikte periodisering van de Chinese geschiedenis. Soms worden dynastieën samengevoegd (bijvoorbeeld Sui en Tang), of worden verduidelijkingen toegevoegd (bijvoorbeeld: Ming: bloeiperiode van de Mandarijnen-maatschappij of Song: het bureaucratische China). Verder probeerde men de in de Europese historiografie gangbare onderverdeling in oudheid, middeleeuwen en nieuwe tijd ook toe te passen op de Chinese dynastieke geschiedenis. Om verwarring te vermijden werd dan vaak het woord Chinees toegevoegd. Dit gold voor Chinese oudheid, maar vooral voor het begrip Chinese Middeleeuwen. Westerse historici meenden in de val van het eenheidsrijk van de Han-dynastie als gevolg van invallende barbaren een parallel te zien met de val van het West-Romeinse Rijk, de Grote Volksverhuizing en het begin van de Europese middeleeuwen. Over het tijdstip waarop deze Chinese Middeleeuwen eindigden, verschilden de meningen dan weer.
Voorbeelden van recente westerse pogingen om te komen tot een periodisering die niet meer op de dynastieke cyclus was gebaseerd, zijn die van Jacques Gernet (Le monde chinois, 1972) en Mark Elvin (The Pattern of the Chinese Past, 1973). Gernet koos voor een periodisering gebaseerd op veranderingen in de feitelijke politieke machtsstructuur en niet meer op het onderscheid in periodes van dynastieke eenheid en dynastieke verdeeldheid. Eenheid bestond vaak uit niet meer dan fictief centraal gezag dat slechts in naam door een keizerlijke dynastie werd uitgeoefend. Elvin baseerde zijn periodisering op economische en technologische ontwikkelingen. Die hadden ervoor gezorgd dat het Chinese Rijk al die eeuwen kon blijven bestaan.
Het begrip Chinees Keizerrijk is een verzamelnaam voor de periode van 221 v.Chr-1912 na Chr. Zelf noemden de bewoners hun staat naar de eigennaam van de heersende dynastie, vaak met de toevoeging "groot" (da, 大), zoals "Da Qing" voor de periode tussen 1644-1912 (de Qing-dynastie).

### Periodisering door Japanse historici

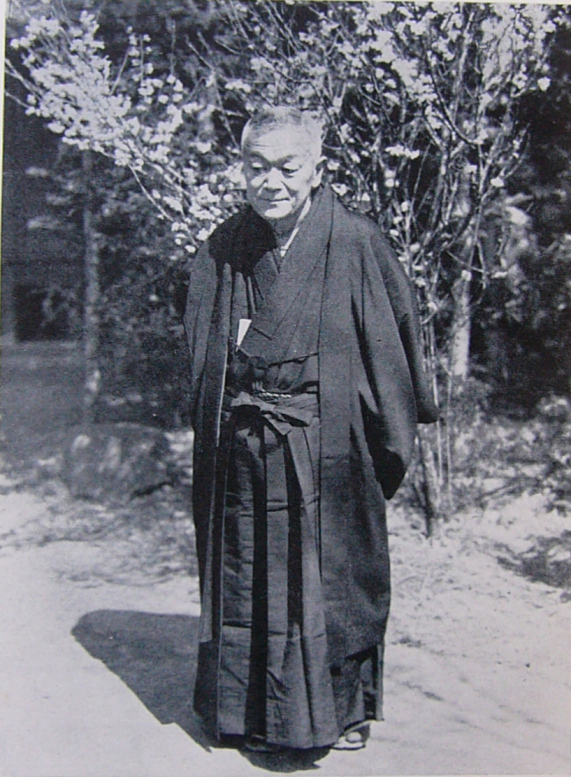
Naitō Konan (1866-1934)

Naitō Torajirō (1866-1934, ook wel Naitō Konan) kwam op basis van een analyse van de relaties tussen centrum en randvolkeren tot een eigen periodisering. Hierbij liet hij de moderne tijd beginnen met de Song-dynastie. Er volgde toen een hernieuwde uitbreiding van de Chinese invloed op de randvolkeren, die daarna werd gevolgd door steeds groter wordende buitenlandse invloed. Net zoals in Japan zou die periode uiteindelijk ook in China leiden tot vernieuwing. De indeling van Naito heeft een grote invloed uitgeoefend op daarna verschenen Japanse studies over de Chinese geschiedenis.

### Marxistische periodisering
Sinds 1949 wordt de Chinese geschiedenis door historici uit de Volksrepubliek verdeeld in de vijf fasen van de marxistische periodisering:
- Gedurende het Paleolithicum bestond een 'oermaatschappij' waarin mensen in groepjes samenleefden. Die ging tijdens het Neolithicum (7000-2200 v.Chr.) langzaam over in een 'stammenmaatschappij', waarbij clanverbondenheid steeds belangrijker werd. Hierbij leek de Yangshaocultuur volgens vroege rapporten een matriarchale cultuur te suggereren,[1] terwijl anderen argumenteren dat het een maatschappij was in de overgang van matriarchie naar patriarchie, terwijl nog anderen geloven dat het een patriarchale maatschappij was. Het debat draait hem om verschillende interpretaties van begrafenispraktijken.[2] Op deze cultuur volgde de Longshancultuur (3000-2000 v.Chr.).
- 2200-771 v.Chr. Een slavenhoudersmaatschappij gedurende de Xia, de Shang en de westelijke Zhou-dynastie.
- 770 v.Chr. - 1840 n.Chr. Een zeer lange periode waarin de maatschappij gekenmerkt werd door feodale maatschappelijke verhoudingen. Binnen het marxisme heeft het begrip 'feodalisme' een specifieke betekenis. De heersende klasse bezit de grond, de bewerking vindt plaats door boeren die in een horige relatie tot de grondbezitters staan. Op deze wijze ontstond een klassenmaatschappij die onvermijdelijk moest overgaan in de kapitalistische fase.
- 1840-1949: periode van semi-koloniale overheersing waarin een oud-democratische (1840-1919) en een nieuw-democratische revolutie (1919-1949) werd onderscheiden. Deze periode was volgens Mao Zedong de Chinese variant van de kapitalistische fase.
- vanaf 1949. Met de uitroeping van de Volksrepubliek China begon de socialistische fase.

## Prehistorie (ca. 2.000.000 - ca. 1550 v.Chr.)

### Paleolithicum

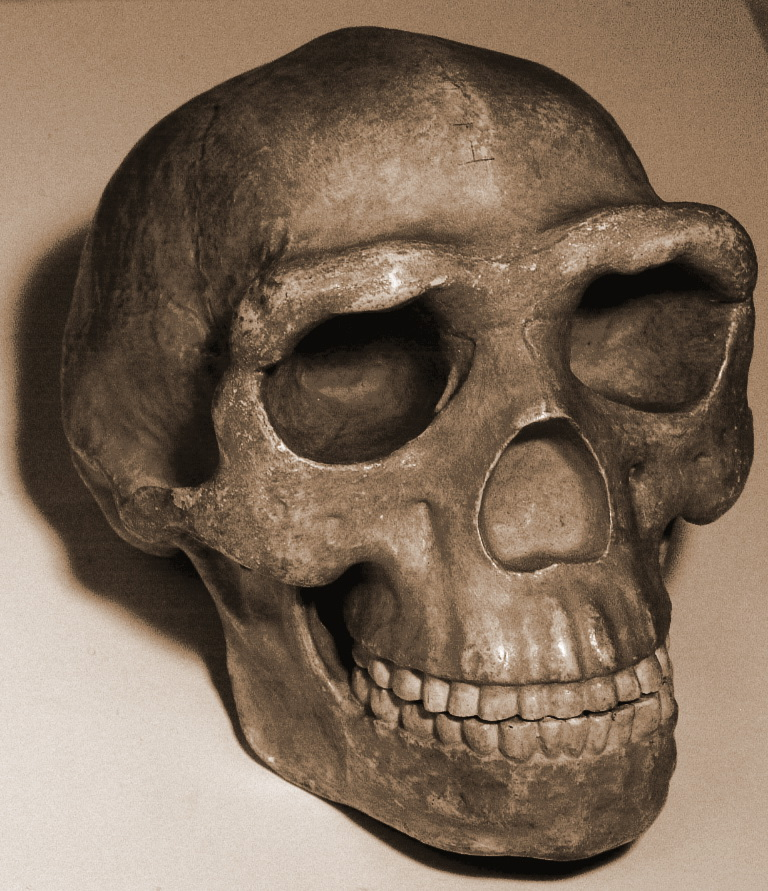
Gereconstrueerde schedel van de Pekingmens.

De oudste menselijke fossielen die in het huidige China gevonden zijn, zijn die van de Yuanmoumens, twee tanden die samen met stenen werktuigen in de provincie Yunnan gevonden zijn. Ze werden op 1.7 miljoen jaar gedateerd. Evenals de latere Pekingmens, die 400.000 jaar geleden nabij het huidige Peking woonde, worden ze gerekend tot de mensensoort Homo erectus
Verschillende vondsten uit de periode tot 100.000 jaar geleden worden naargelang de onderzoeker als late Homo erectus, denisovamens of Archaïsche Homo sapiens ingedeeld.
De anatomisch moderne mens bereikte rond 100.000 jaar geleden vanuit Afrika komend het zuiden van Eurazië. Hoe snel hij daarna China bereikte is omstreden, maar DNA-onderzoek toont aan dat de huidige bewoners van China zich 50.000 jaar geleden afscheidden van de bewoners van West-Eurazië en zich tussen 50-40.000 jaar geleden in China vestigde.
Opvallend worden er uit het Chinese paleolithicum relatief weinig stenen werktuigen gevonden, die vaak ook vrij primitief zijn. Waarschijnlijk werd vooral het algemeen voorkomende en makkelijk te bewerken maar vergankelijke bamboe voor gereedschappen gebruikt.

### Neolithicum

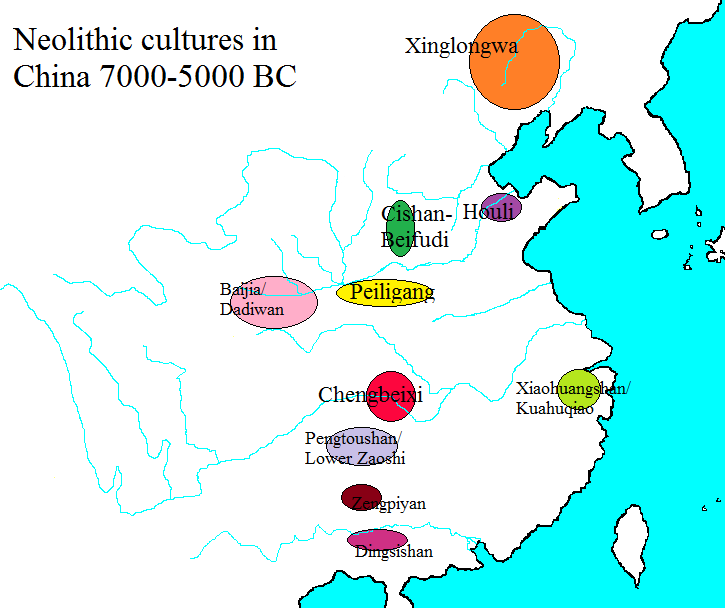
Neolithische culturen in China tussen 7000 en 5000 v.Chr.

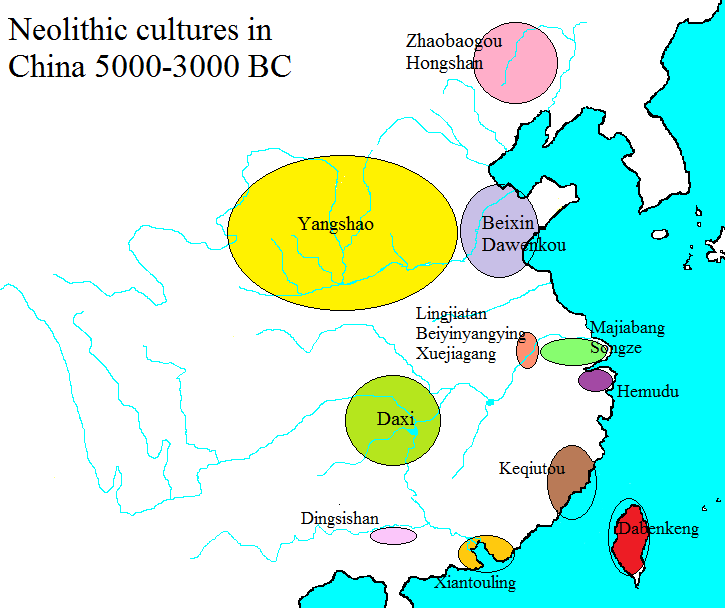
Neolithische culturen in China tussen 5000 en 3000 v.Chr.

Het neolithicum in China wordt in de Chinese archeologie gedefinieerd als dat een vindplaats aan één of meer van de volgende vijf kenmerken voldoet: aanwezigheid van aardewerk, van geschuurde of gepolijste stenen werktuigen, een vaste woonplaats, verbouw van gewassen of het houden van dieren. Het begrip 'neolithisch' kreeg daarmee in China een ruimere betekenis dan in het westen. Men deed dit omdat de genoemde kenmerken zich in de diverse regio's in een van elkaar afwijkende volgorde ontwikkelden. Hierdoor bestaan er voor aanduidingen van deelperiodes binnen het neolithicum verschillen tussen westerse publicaties over China en die uit China zelf.
Voor de periode tot 8000 v.Chr. zijn geen archeologische bewijzen voor landbouw gevonden. Archeologische vondsten uit de periode rond 6000 v.Chr. tonen aan dat de landbouw op dat moment al ver ontwikkeld was. Door het ontbreken van archeologische vondsten uit de cruciale periode 8000-6000 v.Chr. blijft echter onduidelijk hoe de feitelijke overgang van het verzamelen naar het systematisch verbouwen van gewassen in deze gebieden heeft plaatsgevonden. Hetzelfde geldt voor de domesticatie van dieren. Uit vondsten uit de periode rond 6000 v.Chr. blijkt een geslaagde domesticatie van honden, varkens, kippen en mogelijk ook van waterbuffels.
De productie van aardewerk om voedsel te verzamelen, te vervoeren en te bereiden, was al eerder begonnen, nog voordat men begon gewassen systematisch te verbouwen. Tot voor kort waren de oudste scherven afkomstig van Nanzhuangtou, zij zouden tussen de 12.500 en 9500 jaar oud zijn. In 2012 werd bekendgemaakt dat er scherven waren gevonden in de Xianrendong (Xianren-grot) (Jiangxi) met de extreme ouderdom van 19.000 tot 20.000 jaar.

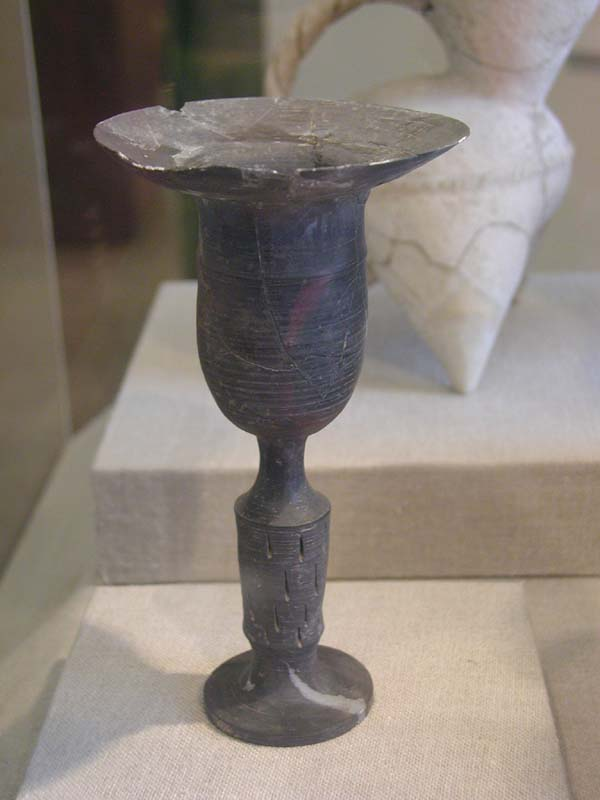
Een beker typerend voor de Longshancultuur. Zij is gemaakt van zwart aardewerk met de dikte van een eierschaal.

Dankzij stijlverschillen in het gevonden aardewerk en de stenen landbouwwerktuigen werd het voor archeologen mogelijk om vanaf 6000 v.Chr. verschillende regionale culturen van elkaar te onderscheiden. Tussen 5000 en 3000 v.Chr. bestond in de vallei van de Gele Rivier de Yangshaocultuur, de eerst ontdekte en daarmee langst onderzochte neolithische cultuur. Het is echter noch de oudste, noch de enige neolithische cultuur in China. Rond 6000 v.Chr. waren er, behalve de voorlopers van de Yangshaocultuur, ook culturen in het huidige Liaoning, Shandong en Gansu. Zij waren, net als die van Yangshao en zijn voorlopers gebaseerd op de verbouw van twee soorten gierst, te weten trosgierst (Setaria italica, 粟, su) en pluimgierst (Panicum miliaceum, 黍, shuen). In dezelfde periode bevonden zich langs de midden- en benedenloop van de Jangtsekiang en in het huidige Sichuan culturen gebaseerd op de teelt van rijst. Voor het ontstaan van de Chinese cultuur waren deze zuidelijke culturen net zo belangrijk als de voorlopers van de Yangshaocultuur.
Uit een complexe, maar nog niet volledig begrepen wisselwerking tussen de Yangshaocultuur, de meer oostelijk gelegen neolithische culturen (zoals die van Dawenkou en van Liangzhu) en de noordelijke Hongshancultuur van Liaoning ontstond rond 2500 v.Chr. de Longshancultuur. Kenmerkend was zwart, flinterdun aardewerk. Uit de manier van begraven en de fabricage van kostbare grafgiften bleek tussen 2500 en 2000 v.Chr. een steeds verdergaand proces van sociale stratificatie. Ook geweld ging aanwijsbaar een grotere rol spelen. Steden werden ommuurd en er zijn verminkte skeletten uit die tijd gevonden. Mogelijk is dit de periode van de 'tienduizend staten' (wan guo, 萬國). Deze term wordt in de traditionele geschiedschrijving gebruikt als omschrijving van de in dorpen geordende agrarische gemeenschappen van centraal China gedurende de periode van de Vijf Oerkeizers. Hier lagen de wortels van de Shang- en Zhoucultuur en, als die daadwerkelijk heeft bestaan, ook die van de Xia-dynastie. Hoe deze staten uit de Longshancultuur zijn ontstaan is echter nog steeds onduidelijk.

## Traditionele Chinese opvatting over de eigen oudheid
De traditionele Chinese geschiedsopvatting over de eigen oudheid is gebaseerd op een groot aantal legendes en mythische overleveringen van zeer verschillende herkomst. Zij zijn vanaf de late-Zhoutijd op systematische wijze samengevoegd en ontdaan van hun mythische aspecten. Zo werd een mythe over een zonnegodin met de naam Xihe (W-G: Hsi-Ho) gerationaliseerd tot Xi en He, twee aan het keizerlijk hof verbonden astronomen. Feitelijk vond een omgekeerd "euhemerisme" plaats: mythen werden teruggebracht tot historische gebeurtenissen.

### Chinese chronologie van de Chinese oudheid
Er bestaat geen eenduidigheid over de chronologie van de Zhou-, de Shang- (en de Xia-dynastie). De oudste datum in de geschiedenis van de Chinese oudheid waar alle bronnen het over eens zijn is 841 v.Chr. In dat jaar begon het Gong He regentschap voor de Zhou-koning Xuan.
- De traditionele chronologie gaat terug op berekeningen van Liu Xin (46 v. Chr - 23 n. Chr). De Westelijke Zhou regeerde 341 jaar, de Shang 644 en de Xia 439 jaar. Uitgaande van 771 v.Chr. als het einde van de Westelijke Zhou dynastie begon de Zhou-dynastie dan in 1122, de Shang-dynastie in 1766 en de Xia-dynastie in 2205 v.Chr.
- Volgens de Bamboe-annalen regeerde de Westelijke Zhou 280 jaar, de Shang 508 en de Xia 431 jaar. Uitgaande van 770 v.Chr. als het begin van de Oostelijke Zhou begon de Zhou-dynastie dan in 1050, de Shang-dynastie in 1558 en de Xia-dynastie in 1989 v.Chr.
- Het Xia Shang Zhou Chronologie Project, een in 1996 door de regering van de Volksrepubliek China ingestelde multidisciplinaire commissie, maakte in 2000 zijn voorlopige onderzoeksresultaten bekend. Men ging uit van de historiciteit van de Xia-dynastie en van de traditionele lineaire opvatting dat de Xia-, Shang- en Zhoudynastie na elkaar kwamen. De data voor de Westelijke Zhou-dynastie waren 1046-771, voor de Shang 1600-1046 en voor Xia 2070-1600 v.Chr. Dit moet de standaard worden voor zowel schoolboeken als wetenschappelijke werken. Sinds 2000 is van het project echter niets meer vernomen.
- Chinese archeologen hanteren op basis van gevonden artefacten een wat minder nauwkeurig afgebakende indeling, maar ook zij blijven uitgaan van de lineaire opeenvolging van de drie oudste dynastieën:
  - De Westelijk Zhou omvatte de periode tussen de laatste helft van de 11e eeuw en 771 v.Chr.
  - Shang omvatte de 16e tot en met eerste helft van de 11e eeuw v.Chr. Chinese archeologen maken geen onderscheid tussen Shang als staat en Shang als cultuur (in de vorm van een archeologische horizon). Zij gaan immers uit van het primaat van de geschreven bronnen. Zowel de Erligangcultuur (16e-14e eeuw) als Yinxu (12e en 11e eeuw) worden dan ook gerekend tot de Shangdynastie.
  - Xia besloeg de periode van de Erlitoucultuur, dat wil zeggen de periode tussen de 19e en het begin van de 16e eeuw. Ook hier geldt voor Chinese archeologen het primaat van de geschreven bronnen, zodat geen onderscheid wordt gemaakt tussen Xia als cultuur (Erlitoucultuur) en Xia als staat (Xia-dynastie).

### Drie Verhevenen en Vijf Oerkeizers

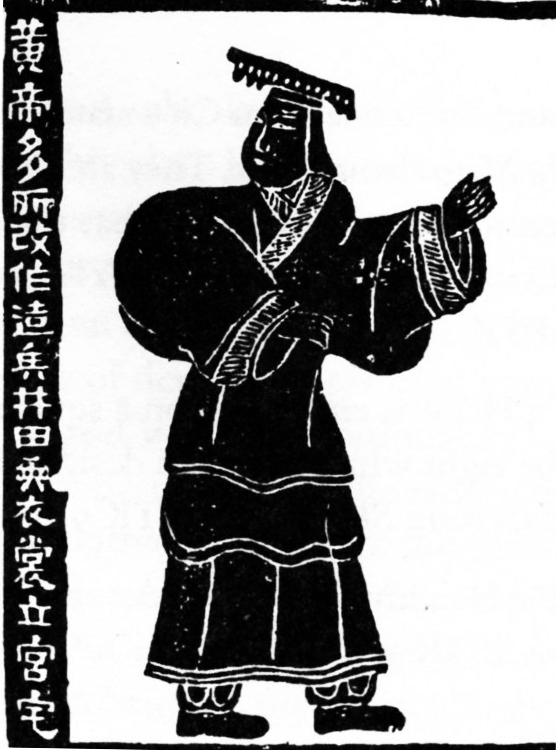
Huangdi, de Gele Keizer. (Muurschildering gevonden in de graftombe van het geslacht Wu 武, Shandong, daterend uit de Han-dynastie).

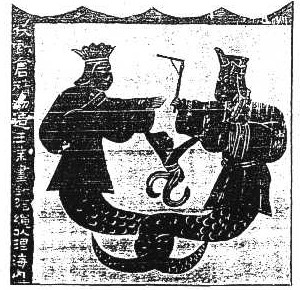
Fuxi (rechts) met Nüwa, zijn zuster, tevens echtgenote. Zij zijn afgebeeld als twee ineengekronkelde slangen. Zij behoren tot de Drie Verhevenen. (Eveneens een muurschildering uit de graftombe van het geslacht Wu).

Volgens de Bamboe-annalen en de Shiji begon de Chinese geschiedenis met Huangdi, de Gele Keizer. Deze mythische figuur werd in de Shiji gerationaliseerd tot leider van de Ji-clan (姬), die de Centrale Vlakte, het (oostelijk) stroomgebied van de Gele Rivier bewoonde. Na een hevige strijd werd het buurvolk van de Jiang (姜), de clan van de eveneens mythische Yandi, door Huangdi overwonnen. Hierop verenigden beide clans zich tot het Huaxia-volk. Zij bewoonden oorspronkelijk het dal van de Weirivier, maar trokken later langs de Huanghe naar het oosten en verspreidden zich over de huidige provincie Shanxi, het westen van Henan en het noorden van Hebei. De huidige Han-Chinezen beschouwen zich als afstammelingen van die twee clans en noemen zich dan ook Yanhuangzisun. In de traditionele geschiedschrijving werd aan Huangdi (of aan zijn ministers) een groot aantal uitvindingen toegeschreven, waaronder trekkarren, boten, kleding, huizen, het schrift, het kweken van zijderupsen en de acupunctuur.
De stammen in het oosten van China werden Yi (夷) of Dongyi (東夷, Oostelijke Yi) genoemd. Zij bewoonden oorspronkelijk het zuidelijk deel van Shandong en verspreidden zich later over Noord-Shandong, zuidelijk Hebei, oostelijk Henan en Centraal-Anhui. Een aantal mythische figuren, waaronder Taihao, Shaohao, Houyi en Chiyou, werden in de traditionele werken beschreven als clanleiders van de Yi. Net als Yandi zou ook Chiyou na een langdurige strijd zijn verslagen door de Gele Keizer.

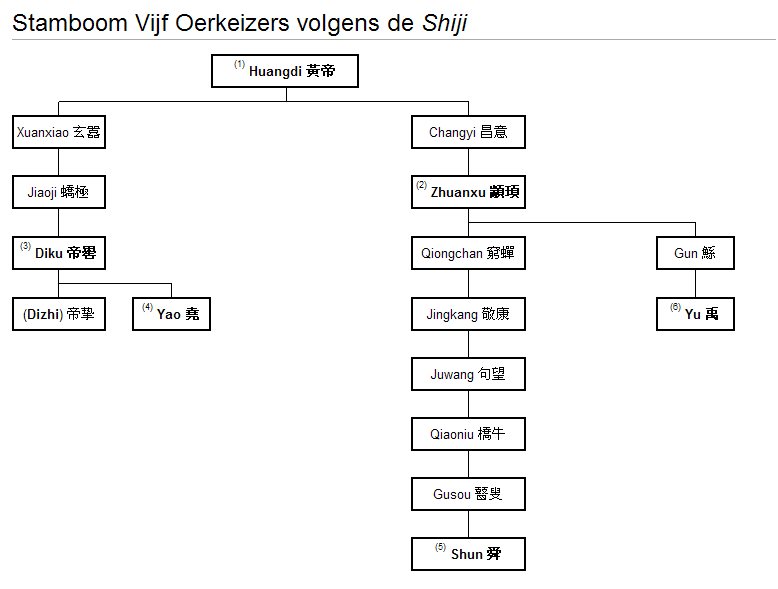
Stamboom van de Vijf Oerkeizers volgens de Shiji.

Oudere historische bronnen dan de Shiji, waaronder het Boek der Documenten, laten de Chinese geschiedenis niet beginnen met de Gele Keizer, maar pas met Yao en Shun. Ook zij waren, net als de Gele Keizer, mythische figuren die in de Shiji zijn gerationaliseerd tot clanleiders: Yao van de Taotang (陶唐)-clan en Shun van de Yu (虞)-clan.
In de Shiji en de Da Dai Liji (大戴禮記) werden Yao en Shun, net als Zhuanxu en Ku beschreven als nakomelingen van Huangdi. Samen vormden zij de "Vijf Oerkeizers". Dat getal had te maken met de leer van de Vijf Elementen, de dominante kosmologische visie tijdens de Han-dynastie. Aan elk van de vijf elementen werd een Oerkeizer gekoppeld. Er zijn verschillen in de overgeleverde reeksen van namen, omdat de bewerkte mythen afkomstig waren uit verschillende regio's. Ook de volgorde van de namen verschilde, die werd weer beïnvloed door diverse filosofische richtingen.
Volgens de klassieke Chinese geschriften was de Chinese cultuur te danken aan een aantal cultuurhelden. Zo zorgde Youchao voor beschutting door nesten in bomen te bouwen, ontdekte Suiren het maken van vuur, bedacht Fuxi de visnetten, voerde Nüwa het huwelijk in en leerde Shennong de mensen de vijf granen te verbouwen en geneeskrachtige kruiden te gebruiken. Net als de Vijf Oerkeizers werden ook deze cultuurhelden in de traditionele geschiedschrijving beschouwd als daadwerkelijke clanleiders en niet als mythische figuren.
Toen tijdens de Han-dynastie de volgorde van de vijf elementen werd gewijzigd, werden vóór de vijf oerkeizers nog eens drie heersers geplaatst, afkomstig uit de rij oudste cultuurhelden. Zij worden de "Drie Verhevenen" genoemd. Zij zijn in de 7e eeuw (na Chr.) door Sima Zhen aan de Shiji toegevoegd. Zo staat sindsdien Fuxi in de traditionele Chinese historiografie aan het begin van de Chinese cultuur en Huangdi aan het begin van de Chinese staat. Al deze Verhevenen en Oerkeizers werden in een nauwkeurig ogende chronologie geplaatst. De grondslag hiervoor werd gelegd door Liu Xin (46 v.Chr. - 23 na Chr.). Dit was echter niet meer dan pseudo-geschiedenis, omdat Liu Xin zich baseerde op kosmologische berekeningen en niet op daadwerkelijk plaatsgevonden gebeurtenissen. Desondanks spelen de jaartallen tot op heden een grote rol in het Chinese historisch denken. Zo werd aan het eind van de 19e eeuw, toen er met de opkomst van het nationalisme behoefte ontstond aan een lineaire jaartelling, het jaar 2698 v.Chr. tot het begin van de Chinese jaartelling gemaakt. Dat zou het begin van de regering van de Gele Keizer zijn geweest.
Het is opvallend dat juist recentere commentaren op historische werken het begin van deze periode van de oerkeizers steeds verder in het verleden terugplaatsten. Dit verschijnsel is voor het eerst beschreven door Gu Jiegang in zijn tussen 1926 en 1941 samengestelde Gushi Bian (Debat over de oude geschiedenis). Hij verklaarde dat de periode van de Drie Verhevenen en de Vijf Oerkeizers niet was gebaseerd op historische feiten, maar op mythen en legenden die steeds verder het verleden in werden geprojecteerd. De beschreven heersers leken in niets op bewoners uit de steentijd. Toch blijft, zowel in de Volksrepubliek als op Taiwan de opvatting voortleven dat de Chinese geschiedenis begon met de "Gele Keizer", al dan niet in 2698 v.Chr.
In de traditionele historiografie werden de 'Drie Verhevenen en de Vijf Oerkeizers' opgevolgd door de 'Drie Dynastieën' (sandai, 三代), de Xia, Shang en Zhou-dynastie. De Zhou introduceerden het begrip Hemels Mandaat om hun machtsovername te legitimeren. Dit begrip werd door hen in een (fictief?) historisch kader geplaatst, toen zij stelden dat zij door de macht van de Shang over te nemen niets meer deden dan het volgen van het historische voorbeeld van de Shang. Die zouden immers de macht hebben overgenomen van de Xia-dynastie toen die dynastie de deugdzaamheid en daarmee het Hemels Mandaat was kwijtgeraakt.
Binnen de Confucianistische tradities behoorden Yao en Shun, de laatste twee oerkeizers, samen met Yu, de stichter van de Xia dynastie tot de "Drie Volmaakte Koningen" (sanwang, 三王). Zij kregen binnen het Confucianisme een voorbeeldfunctie voor alle latere heersers en functionarissen. Dit gold ook voor Tang, stichter van de Shang-dynastie, maar vooral voor koning Wen en de Hertog van Zhou, stichters van de Zhou-dynastie. Zij allen werden door Confucius geprezen en zijn sindsdien in de latere historiografie beschouwd als voorbeeldige heersers. De vroege Zhou-tijd werd steeds meer beschouwd als een niet meer te evenaren 'gouden periode', maar was in feite een projectie naar het verleden van een eenheidsideaal dat zich onder de Han-dynastie had ontwikkeld.

### Xia-dynastie
In de Chinese historische traditie volgt de Xia-dynastie op de periode van de Vijf Oerkeizers. Er zijn 17 namen van koningen overgeleverd. Als men de fictieve verwantschapsaanduidingen van de mythische Vijf Oerkeizers in de Shiji buiten beschouwing laat, is er met de Xia-dynastie voor het eerst sprake van erfopvolging. Volgens de, achteraf door Liu Xin berekende, traditionele chronologie zou de Xia-dynastie hebben geregeerd tussen 2205 en 1766, volgens de Bamboe-annalen tussen 1989 en 1558 v.Chr.

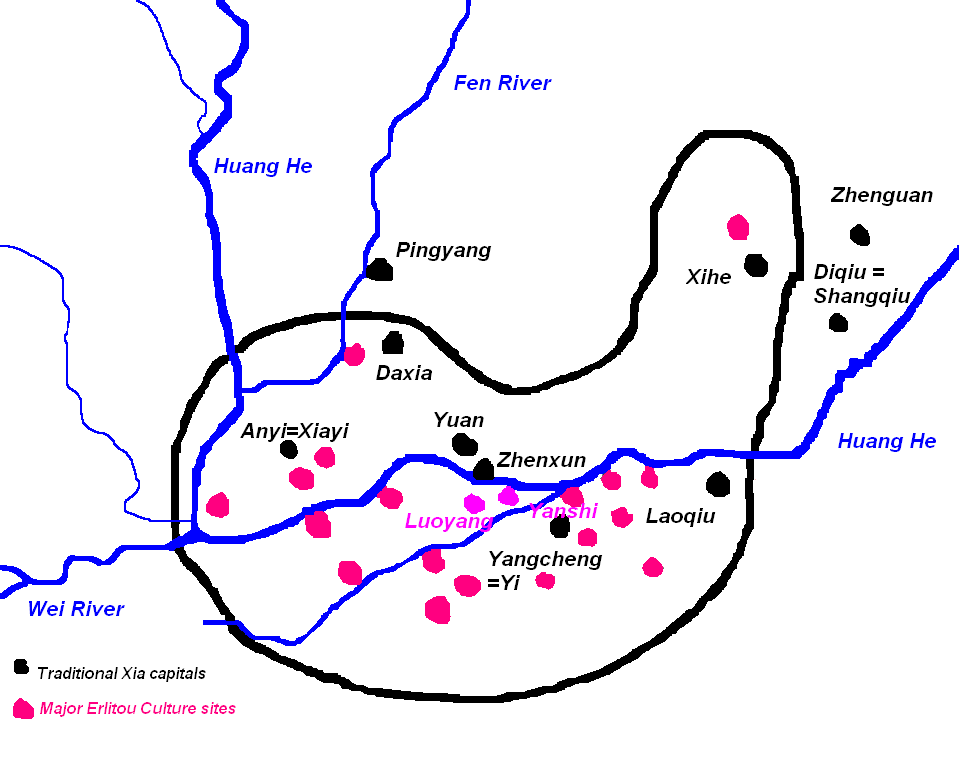
Een geografische vergelijking van de Erlitou-sites (roze) en de vermeende Xia-steden (zwart).

Door Chinese archeologen wordt een archeologische vindplaats te Erlitou (bij Luoyang in Henan) in verband gebracht met de Xia-dynastie. Zij zijn hiervan overtuigd door een combinatie van drie factoren:
- Erlitou ligt midden in het gebied dat de traditionele Chinese geschiedschrijving in verband brengt met de Xia-dynastie,
- De vondsten worden gedateerd tussen 1900 en 1500 v. Chr, wat volgens de traditie de periode van de Xia was.
- De Erlitoucultuur kende een groot uitstralingsgebied, wat wordt geduid als politieke invloed en staatsvorming.

Daarentegen stellen andere historici dat het bestaan van de Xia-dynastie pas met zekerheid kan worden vastgesteld als er naast archeologische ook schriftelijke bronnen uit die tijd gevonden zijn. Pas dan kan duidelijk worden of de overgeleverde lijst van Xia-heersers historisch juist is. Dit wordt niet onmogelijk geacht, de traditioneel overgeleverde lijst van Shang-heersers bleek na de vondst van inscripties op orakel-beenderen ook grotendeels juist te zijn. Een probleem vormt wel dat de resultaten van het Chinese archeologisch onderzoek niet onafhankelijk worden geïnterpreteerd. Het primaat ligt bij de traditionele geschreven bronnen. Die worden gebruikt om zowel de plaats van het archeologisch onderzoek af te bakenen als de archeologische vondsten te duiden.
De Shang maakten in de inscripties op hun orakelbotten geen enkele melding van de Xia. De eerste vermelding dateert uit de Zhou-dynastie. Mogelijk wilden de Zhou hun macht legitimeren door een relatie te leggen met een staat die in het verleden ooit met de Shang had geconcurreerd. Als dit juist is, kunnen de Xia daadwerkelijk hebben bestaan, zij het niet als voorganger van de Shang (zoals door de traditionele geschiedschrijving is overgeleverd) maar (deels) gelijktijdig met Shang. In dat geval hebben zowel Xia als Shang hun wortels in de geordende boerengemeenschappen die volgens de traditie de tienduizend staten werden genoemd en cultureel mogelijk samenhangen met de Longshancultuur. Xia en Shang zouden in dat geval elk een tijdlang de hegemonie over deze gemeenschappen hebben kunnen uitoefenen.
Andere wetenschappers blijven het bestaan van de Xia a priori ontkennen. Zo ziet bijvoorbeeld Sarah Allan de Xia als een echo van later niet meer begrepen Shang-mythen, die door de Zhou zijn gebruikt om hun machtsovername een historische basis te geven.

## Shang, Zhou en Strijdende Staten (ca. 1750 - 221 v.Chr.)
De Shang-dynastie is de eerste dynastie waarover men het eens is dat zij zeker heeft bestaan. Het ontstaan ervan is moeilijk te dateren, maar wordt rond 1750 v.Chr. geschat.
De Zhou-dynastie (周朝) (eind 10e eeuw voor Christus - 256 voor Christus) volgde de Shang-dynastie op en ging vooraf aan de Qin-dynastie in China. De Zhou-dynastie hield langer stand dan elke andere dynastie in de geschiedenis van China.

#### Westelijke Zhou (ca. 1050 - 772 v.Chr.)
Feodale staat.

#### Oostelijke Zhou (772 - 256 v.Chr.)
De Periode van Lente en Herfst (772 - 481 v.Chr.) en de Periode van de Strijdende Staten (453 - 221 v.Chr.). De Zhou-dynastie viel uiteen in tientallen oorlogvoerende staten, de koning had weinig meer te zeggen behalve in de directe omgeving van zijn hoofdstad. Dit 'Koninklijk Gebied' werd in 256 geannexeerd door Qin, dat in de daaropvolgende decennia ook alle andere staten zou veroveren en "China" (de naam van het land is afgeleid van Qin) verenigen als keizerrijk.

## Chinees keizerrijk
In 221 v.Chr. werd het land verenigd onder de eerste keizer, Qin Shi Huangdi (wat 'Eerste keizer van de Qin' betekent), die de Qin-dynastie stichtte. Tijdens de Han-dynastie (206 v.Chr.-220 n.Chr.) werd het rijk uitgebreid tot in Korea, Vietnam en Centraal-Azië.
Hierna volgde een periode van verwarring, waarin een van de rustpunten de Tang-dynastie (618-907) was. Onder de keizers van deze dynastie werd onder andere het examenstelsel ingevoerd, waardoor ook niet-adellijke personen hoge posities konden bereiken. Vanaf de 9e eeuw nam de macht van de keizer toe en verplaatste het economisch centrum zich naar het zuiden.
Marco Polo zou China hebben bezocht rond 1280, toen hier de Mongoolse Yuan-dynastie aan de macht was. Onder de Ming-keizers (1368-1644) werd meer nadruk gelegd op de eigen Chinese waarden en werd de invloed van buitenaf geweerd. Later, onder de Qing-dynastie van de Mantsjoe (1644-1911), nam de druk vanuit het Westen weer toe.
Hier volgt een lijst van keizerlijke dynastieën die China in de loop der eeuwen regeerde. De lijst is in chronologische volgorde opgezet.
Feodale koninkrijken:
- 2205 v.Chr - 1706 v.Chr: Xia-dynastie (betwist)
- 1750 v.Chr - 1122 v.Chr. Shang-dynastie
- 1122 v.Chr - 256 v.Chr. Zhou-dynastie

Keizerrijken:
- 221 v.Chr. - 206 v.Chr. Qin-dynastie
- 206 v.Chr. - 220 n.Chr. Han-dynastie
- 220 n.Chr. - 280 n.Chr. Drie Koninkrijken - periode
- 265 n.Chr. - 420 n.Chr. Jin-dynastie
- 316 n.Chr. - 439 n.Chr. Periode van de Zestien Koninkrijken
- 420 n.Chr. - 589 n.Chr. Zuidelijke en Noordelijke Dynastieën
- 581 n.Chr. - 618 n.Chr. Sui-Dynastie
- 618 n.Chr. - 907 n.Chr. Tang-Dynastie
- 907 n.Chr. - 960 n.Chr. Vijf Dynastieën en Tien Koninkrijken
- 916 n.Chr. – 1125 n.Chr. Liao-dynastie
- 960 n.Chr. - 1279 n.Chr. Song-dynastie
- 1032 n.Chr. – 1227 n.Chr. Westelijke Xia
- 1115 n.Chr. - 1234 n.Chr. Jin-dynastie
- 1279 n.Chr. - 1368 n.Chr. Yuan-dynastie
- 1368 n.Chr. - 1644 n.Chr. Ming-dynastie (Val van de Ming-dynastie)
- 1644 n.Chr. - 1911 n.Chr. Qing-dynastie

## Republiek China

### Periode 1911-1928
In 1911 werd de laatste Chinese keizer van de troon gestoten tijdens de Xinhai-revolutie en werd de republiek China uitgeroepen. Direct hierna verklaarden Buiten-Mongolië en Tibet zich onafhankelijk en Tannu Tuva werd geannexeerd door Rusland.
De eerste president van de republiek was Sun Yat-Sen, die een leider van de revolutie was. Deze functie gaf hij in 1912 op ten gunste van Yuan Shikai. Deze was een hoge militaire leider tijdens de laatste fase van de Qing-dynastie. Hij behoorde oorspronkelijk tot de hervormers, maar bleek vooral uit te zijn op macht. In 1915 probeerde hij het keizerrijk te herstellen en als Hongxian-keizer zelf de troon te bestijgen. Maar verzet van andere militaire machthebbers en zijn voortijdige dood voorkwamen deze restauratie van het keizerrijk. Yuan overleed in 1916.
In de Eerste Wereldoorlog koos de Republiek China de zijde van de geallieerden en zond duizenden arbeiders naar het front in Frankrijk om te helpen met de aanleg van loopgraven. Japan, dat ook officieel de kant van de geallieerden had gekozen, bezette echter de Duitse concessie te Shantung en trachtte China met zijn "21 eisen" een groot deel van de soevereiniteit af te nemen. In Versailles wees men de Duitse gebieden toe aan Japan.
Hierna brak een onrustige tijd aan. Er heerste in de Republiek een anarchie, want er waren verschillende groepen die onafhankelijk over delen van China controleerden. De leiders van deze groepen worden de 'warlords' genoemd. Zo was Sun Yat-Sen van 1921 tot zijn dood in 1925 de leider van gebieden in Zuid-China. In 1925 kwam er een einde aan de Warlord-periode, toen de leider van de Nationalistische Kwomintang, Chiang Kai-shek, president werd van de Republiek. Hij versloeg in de burgeroorlog de warlords in Noord-China. Toen deze waren verslagen brak er in China een nieuwe periode aan: Kwomintang-China.

### Kwomintang (1928-1949)
Nadat Chiang Kai-shek de warlords had verslagen werd hij de leider van het herenigde China. Hij veranderde een aantal dingen. De hoofdstad werd verplaatst en de vlag van China werd veranderd. China wordt na 1928 dan ook wel aangeduid als Nationalistisch China of Kwomintang-China. In 1931 werd president Chiang Kai-Shek opgevolgd door Lin Sen. In datzelfde jaar viel het Japanse Keizerrijk de Chinese provincie Mantsjoerije binnen en begon in feite de Tweede Chinees-Japanse Oorlog.

### Japanse bezetting (1937-1945)
Reeds in 1937 begon voor Kwomintang-China de Tweede Wereldoorlog. Japan bezette toen grote gebiedsdelen van Oost-China, waaronder de Chinese hoofdstad Nanjing. Dit zou ook de hoofdstad worden van het door de Japanners bezette China. Ondanks dat de Japanners de touwtjes in handen hadden, was het officieel een onafhankelijke staat, net als Mantsjoekwo (Mantsjoerije), dat Japan al eerder op China veroverd had. In het Westen zien de meeste wetenschappers deze gebieden echter als bezet door het Japanse Keizerrijk. Het door Japan bezette gedeelte van de Republiek China beweerde dat dit het enige officiële China was. Het had ook dezelfde vlag als voor de bezetting (met een extra strook erboven). Het land werd geleid door een pro-Japanse Chinese regering. Toen Japan in 1945 WO II verloor, werd de verovering door Japan in 1937 weer ongedaan gemaakt. Nanjing werd nu weer de hoofdstad van heel Kwomintang-China inclusief Mantsjoerije.

## Volksrepubliek China

### Tot aan de dood van Mao Zedong 1976
Na de Tweede Wereldoorlog werd in China de Chinese Burgeroorlog tussen de Chinese Communistische Partij en de Kwomintang voortgezet. Deze burgeroorlog werd in 1949 door de communisten gewonnen. De aanhangers van de Kwomintang vluchtten naar Taiwan, terwijl Mao Zedong een dictatoriaal bewind aan de macht brengt dat uiteindelijk een strikte controle zou uitoefenen over het dagelijks leven in China en het leven zou kosten aan miljoenen mensen. Voorafgaand aan het dieptepunt van Mao's regime, de Culturele Revolutie (1966-1970), heroverde China in 1959 het in 1912 onafhankelijk geworden Tibet.

### De Volksrepubliek na 1976
Na de dood van Mao in 1976 blijft China in naam communistisch, maar wordt geleidelijk aan vrijer op persoonlijk en economisch vlak terwijl het toch de elementen van totalitarisme ten opzichte van politiek, religie en etnische minderheden behoudt. Deng Xiaoping, na Mao de voorzitter van de Communistische partij, verklaart: "Het maakt niet uit of de kat wit of zwart is, als hij maar muizen vangt." Hiermee wilde hij zeggen dat het niet zo veel uitmaakt welke ideologie je aanhangt, als er maar goede resultaten worden behaald.
Tot op de dag van vandaag blijft het eenpartijstelsel in China gehandhaafd, al is er door sommige ouderen binnen de partij voorzichtig gepleit voor meer democratie.
De schending van de mensenrechten en de corruptie blijven echter een probleem, bijvoorbeeld ook ten opzichte van Falun Gong en Tibet.